# Марцлинг
Марцлинг (нем. Marzling) — община в Германии, в земле Бавария. 
Подчиняется административному округу Верхняя Бавария. Входит в состав района Фрайзинг.  Население составляет 3099 человек (на 31 декабря 2010 года). Занимает площадь 20,50 км².

## Города-побратимы
- Сан-Дзеноне-дельи-Эдзелини, Италия (2006)